# Micromonolepis
Micromonolepis là chi thực vật có hoa trong họ Amaranthaceae.